# Narval
Narval (Monodon monoceros) är en tandval med en markant framåtriktad, spiralvriden huggtand som kan bli upp till tre meter lång. Narvalar lever i Norra ishavet i närheten av isen.

## Utseende

Storleksjämförelse mellan narval och människa.

Narvalens kroppslängd är fyra till fem meter. Vikten varierar vanligen mellan 800 och 1 600 kg. Bröstfenorna är relativ korta och uppåtböjda, stjärtfenan har en konkav bakkant. Huvudet är litet och upptar ungefär 14 procent av hela kroppens längd. Arten saknar ryggfena men har istället en otydlig 90 cm lång puckel som höjer sig cirka 5 cm över anslutande kroppsdelar. Ansats för hår finns bara hos embryo.
Narvalar har en ljusbrun eller vit grundfärg. Djurets huvud, rygg och ränderna från fenorna är mörka eller till och med svarta. På sidorna förekommer grå till svartbruna fläckar. Hos äldre hannar bleknar de flesta fläckar. Valen har bara två tänder och båda sitter i överkäken. Hos hanen utvecklas den vänstra tanden till en framåtriktad 150 till 200 cm lång, 8-10 kg tung, spiralvriden "stöttand". De två längsta tänderna uppmäts med 267 respektive 274 cm.. Ibland förekommer 2 huggtänder och mycket sällan har honor en huggtand.

## Utbredning
Narvalen förekommer med flest individer vid Grönland, i Baffinbukten, i Hudson Bay och längs Sibiriens kuster. Den är även vanlig kring Svalbard och Alaska. Individerna vandrar före sommaren längre norrut och före vintern tillbaka. För vandringen behöver de ungefär två månader. Havet i dessa områden är till största del täckt med is och ofta är mindre än 5 procent av havsytan isfri. Fram till 1980 dokumenterades arten (iakttagelser eller strandningar) bara sju gånger vid Norges kustlinje (förutom Svalbard), sju gånger vid Island, sex gånger vid Brittiska öarna, två till tre gånger nära Västtyskland och en gång nära Nederländerna.

## Ekologi
Narvalen lever av fisk, bläckfisk och kräftdjur. Beroende på årstiden äter den varje dag 45-80 kg.[källa behövs] Under födosöket dyker narvalen omkring 5 till 20 minuter och når ett djup på upp till 1 000 meter.
En typisk flock består av två till tio individer men under vandringen ser man ibland flera hundra djur tillsammans. I flocken ingår en hanne och några honor med ungar. Hannar som ännu inte är vuxna bildar också mindre grupper. De ses sällan tillsammans med vitvalar, eftersom de två arterna har olika sommar- och vinterterritorier. Skulle det ändå inträffa, födosöker de på olika vattendjup där narvalarna söker på djupare vatten.
Narvalen strandar inte lika ofta som till exempel grindvalar men de fångas och dödas ofta av O-koordinerat drivande ismassor.
Huggtanden har olika syften. Den har känselceller som kan känna igen kemiska förändringar av vattnet. Dessutom används tanden vid parningstiden för rituella strider. Tanden brukas även för att driva fiskar till andra ställen eller för att leka med fiskarna.
Narvalarnas främsta naturliga fiender är späckhuggare och isbjörn. Späckhuggaren driver narvalarna till strandlinjen vilket gör fångsten lättare. Narvalens reaktion vid fara är att den förfaller orörlig så att den sjunker. Också valrossar fångar ibland narvalar. När isen fryser snabbt händer det att narvalar blir fångade i vikar och fjordar. Ofta dör dessa valar på grund av utmattning eller faller byte för inuiter.
Vid fem till nio års ålder blir narvalen könsmogen men först vid sju till tolv år inträffar den första dräktigheten. Parningstiden sträcker sig från slutet av mars till början av maj. Innan parningen sker ofta strider mellan hannarna. Under striden använder de sin huggtand och det slutar ofta med brutna tänder och ärr på pannan. Dräktighetstiden varar i cirka 14 till 15 månader. Sen föds en unge som är ungefär 150 till 170 cm långt och cirka 80 kg tungt. Hur länge honan ger di är inte känt men enligt uppskattningar varar digivningtiden lika länge som hos vitval, alltså cirka 20 månader.
I naturen kan narvalar leva något över 50 år.

## Narvalen och människan

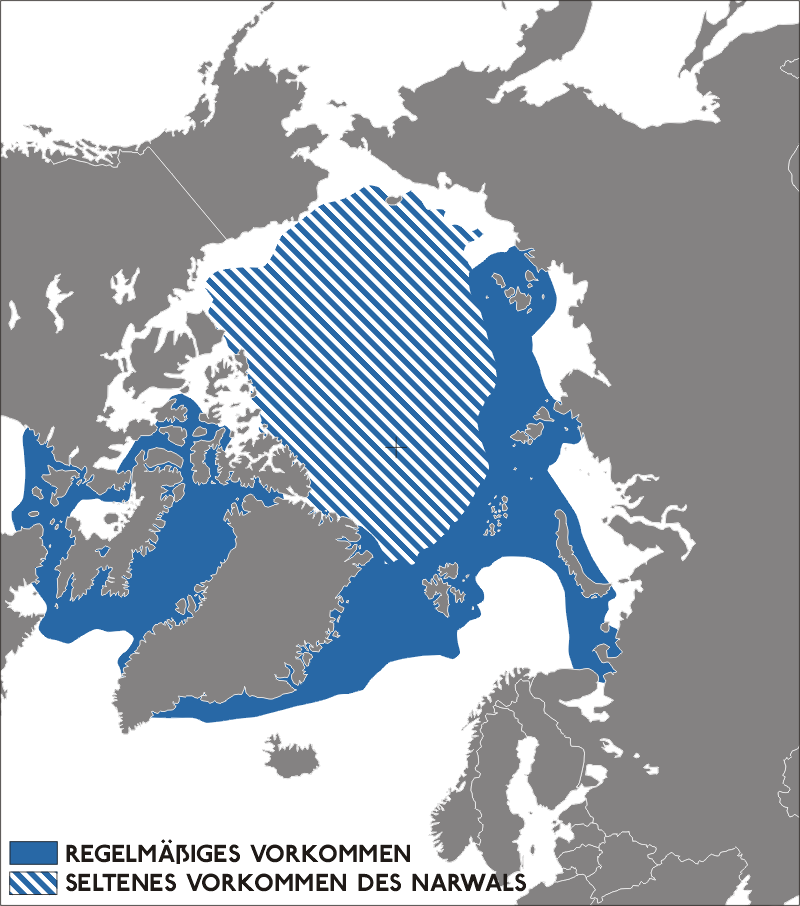
Utbredningsområde.

### Ekonomisk betydelse
Inuiter på Grönland och i Kanada jagar fortfarande narval för dess kött och huggtandens elfenben. Valens hud (grönländska: "mattak") anses som en delikatess. Huden förarbetas även till läder för handskar. Tidigare tog man tran för kokning och uppvärmning av boplatser, men idag blir tranet mest till föda för slädhundar. Den årliga fångsten i området omkring Thule är ungefär 150 till 200 narvalar och för hela regionen 1 000 till 1 100 djur.[källa behövs] För en population på sannolikt 23 000 narvalar är denna fångst lagom för djurartens fortbestånd.[källa behövs]
Narvalens huggtand har störst ekonomisk betydelse. Dess elfenben är sedan 900-talet det dyraste elfenbenet på jorden.[källa behövs] När valen var mindre känd i Europa såldes tänderna som horn från enhörningen och säljaren fick tandens vikt i guld. Hornen sades ha magiska egenskaper, till exempel skulle det förhindra döden efter att man fått gift i sig. Många rika personer hade muggar tillverkade av narvalens elfenben. 1671 blev danske kungen Kristian V krönt på en stol gjord av narvalständer.

### Miljöföroreningar
Som för alla andra valar är miljöförstöring ett stort hot för narvalar. Som fiskätare samlar de alla giftiga ämnen från byten i kroppens fett och organen. Därför finns det kvicksilver, bly och särskilt mycket kadmium i valarnas lever och njure.
Hur klimatförändringar påverkar narvalen är inte än utredd. Utbredningsområdet minskar när oljefält utnyttjas i Arktis. Med ökad fartygstrafik är risken att krocka med en båt större.

### Status och hot
Narvalen är internationellt skyddad och den får bara jagas av inuiter i Kanada och på Grönland. Enligt Washingtonkonventionen (appendix II) är det förbjudet att handla med produkter från narvalen.
I den kanadensisk lagen "Fisheries Act" från  1971 stipuleras att ursprungsbefolkningen begränsas till fem narvalar per år och jägare. 1978 blev lagen ännu hårdare. Idag finns ett omfattande skydd för ungdjur och honor med ungar. För att få fånga en val måste jägaren ha ett märke och sen ska jägaren fästa det på valens kropp eller huggtand. Innehav av huggtänder eller kadaver utan märke är straffbart.
I Grönland måste jägaren ha legitimation för att jaga narvalar. De får inte jaga mer valar än de kan ta direkt till hemorten. Hela valen måste utnyttjas. I Ryssland och andra länder från tidigare Sovjetunionen samt i Norge är djurarten helt skyddad.

### Namn
Trivialnamnet kommer antagligen från fornisländskan náhvalr, troligen av orden nár (på svenska lik) och hvalr, då valens färg kan påminna om lik, samt eftersom den ansågs leva av lik. Släktnamnet Monodon är sammansatt av de grekiska orden monos (en) och odon (tand).

### I kulturen
Narvalen förekommer i sagor, exempelvis från Grönland.
Narvalar har även blivit ett internetfenomen. Enligt sajten Know Your Meme, som listar internetfenomen, började det med meningen "The narwhals bacon at midnight" som medlemmar på webbplatsen Reddit använde för att identifiera sig. Det har därefter spridit sig till över internet.